# Edna G (remorqueur)
Pour les articles homonymes, voir Edna et G.
L' Edna G est un remorqueur à vapeur qui a navigué sur les Grands Lacs et est maintenant conservé comme navire-musée à Two Harbors. Il est inscrit au registre national des lieux historiques depuis 1975.

## Historique
Edna G a été construit par la Cleveland Shipbuilding Company  en 1896 pour la Duluth and Iron Range Railroad. Le remorqueur a été nommé en l'honneur de la fille de J. L. Greatsinger, président du chemin de fer.
Basé à Two Harbors, Edna G a déplacé des navires et des barges transportant du minerai de fer et de la taconite (en) du gisement de Mesabi Range et d'autres sites plus petits de la région de l'Iron Range au nord-est du Minnesota. Il a passé toute sa carrière professionnelle à Two Harbors à l'exception de la Première Guerre mondiale (1917-1919) lorsqu'il a servi sur la côte est. Il était hors service de 1931 à 1933 en raison de la grande dépression.
Au fil des ans, Edna G a participé à plusieurs sauvetages d'épaves, y compris l'équipage survivant de la barge Madeira. Son dernier remorquage fut le Cason J. Calloway le 30 décembre 1980. C'était le dernier remorqueur à vapeur à charbon en service sur les lacs lorsqu'il a pris sa retraite en 1981.
Edna G est l'une des attractions de la Lake County Historical Society à Two Harbors. À la suite de rapports faisant état d'un affaiblissement continu de la coque par la corrosion et l'exposition à la glace, en janvier 2017, le conseil municipal de Two Harbours a lancé d'autres études sur la viabilité de la poursuite de sa préservation à terre.